# Quinto Cecilio Metelo Crético

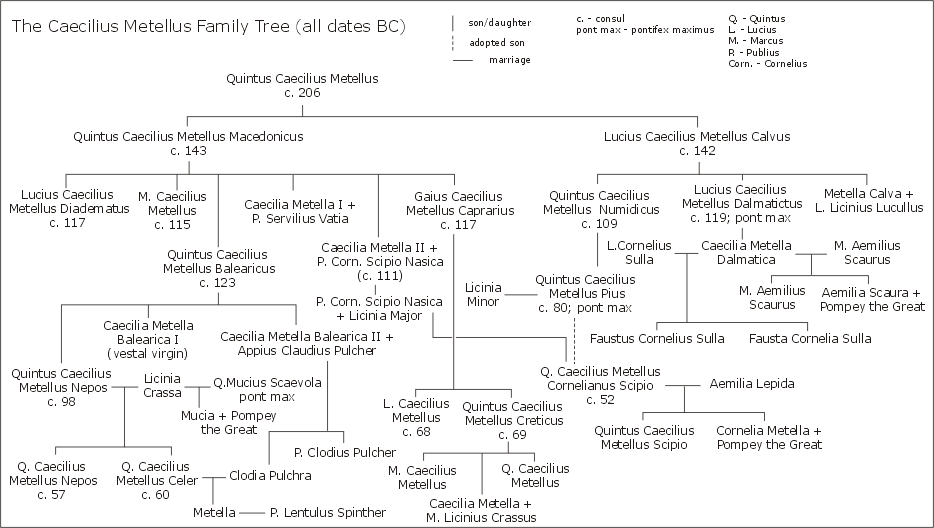
Árbol genealógico de los Cecilios Metelos.

Quinto Cecilio Metelo Crético (en latín, Quintus Caecilius Metellus Creticus; 135 a. C.-55 a. C.) era hijo de Cayo Cecilio Metelo Caprario. Fue cónsul en 69 a. C. y se le encargó la guerra en Creta que Quinto Hortensio Hórtalo, su colega, había rehusado. 

## Vida
Al año siguiente (68 a. C.) partió de Italia al mando de tres legiones y le tomó dos años enteros someter totalmente la isla. Conquistó Cidonia, Cnosos y otras ciudades, pero los cretenses no se quisieron rendir a él personalmente y ofrecieron su sumisión a Cneo Pompeyo del que esperaban un mejor trato. Como Pompeyo había recibido, por la lex Gabinia, el mando supremo en el Mediterráneo para la lucha contra los piratas, tenía un pretexto para interferir en los asuntos de Creta. 
Pompeyo envió a sus legados (encabezados por Lucio Octavio y después por Cornelio Sisenna) para recibir la sumisión. Metelo ignoró a Pompeyo y siguió conquistando ciudades mientras los cretenses aumentaban la resistencia alentados por los legados de Pompeyo. Así, Metelo conquistó Eleuterna y Lappa. En esta última ciudad, Octavio fue hecho prisionero y liberado, con desprecio, por el propio Metelo (Sisenna había muerto poco antes). Octavio usó las tropas que había traído para combatir a Metelo junto a los cretenses, pero las tropas de Pompeyo se retiraron de la isla por alguna razón que se desconoce y Octavio se refugió con Aristón en Hierapitna (la actual Ierápetra), de donde huyó al llegar Metelo, abandonando a los cretenses a su suerte. Finalmente Lastenes y Panares, los principales líderes cretenses, se sometieron a Metelo y la guerra llegó a su fin.
En 66 a. C. Metelo volvió a Roma, pero los partidarios de Pompeyo en el Senado le negaron los honores del triunfo. Metelo, sin embargo, no renunció a este y, en consecuencia, esperó en las cercanías de la ciudad circunstancias más favorables hasta 63 a. C. cuando fue enviado a Apulia para hacer frente a una revuelta de esclavos inducida por los conspiradores catiliniarios. En el año 62 a. C., tras la muerte de Catilina, pudo finalmente hacer su entrada triunfal en Roma y recibió el sobrenombre de Crético; no obstante los dos jefes rebeldes, Lastenes y Panares, que tenían que adornar su triunfo, fueron obligados por un tribuno de la plebe a rendirse ante Pompeyo.
Crético se unió a otros dirigentes aristocráticos para oponerse a Pompeyo e impidió que los actos de este en Asia fueran ratificados por el Senado. En 60 a. C. el Senado lo envió con otras dos personas más a inspeccionar los asuntos de la Galia. En 57 a. C. entró a formar parte del Colegio de Pontífices y, probablemente, murió poco después.
Sus hijos fueron:
- Quinto Cecilio Metelo.
- Cecilia Metela, mujer de Marco Licinio Craso, el hijo del triunviro.